# Лиджиев, Мингиян Владимирович
Мингиян Владимирович Лиджиев (8 января 1991, Лагань, РСФСР — 31 августа 2022, Украина) — российский военнослужащий, капитан ВДВ. Герой Российской Федерации.

## Биография
С 1998г. по 2006 г. учился в Многопрофильной гимназии г.Лагани, с 2006-2008 гг. - в Лаганской средней школе № 3. В 2008 году поступил в Рязанское высшее воздушно-десантное командное училище имени генерала армии В. Ф. Маргелова, по окончании которого был назначен командиром парашютно-десантного взвода, затем — заместителем командира роты 234-го десантно-штурмового полка. Позже был назначен командиром 5-й десантно-штурмовой роты 83-й отдельной воздушно-десантной бригады. С 24 февраля 2022 года участвовал во вторжении на Украину. Погиб в бою во время контрнаступления ВСУ в Херсонской области. 10 сентября был похоронен в родном городе.

## Награды и звания
- Медали
- Мастер спорта по армейскому рукопашному бою
- Орден Мужества
- Герой Российской Федерации (24 октября 2022, посмертно) — «за мужество и героизм, проявленные при исполнении воинского долга.»